# Stojan Sedmak
Stojan Sedmak, slovenski častnik, veteran vojne za Slovenijo, 28. november 1958, Sežana.

## Vojaška kariera
- poveljnik 211. logistične baze Slovenske vojske (1998–?)
- pomočnik za logistiko v 460. artilerijskem bataljonu Slovenske vojske
- poveljnik ?. pehotnega bataljona
- pomočnik za logistiko v ?. pehotnem bataljonu

## Odlikovanja in priznanja
- srebrna medalja Slovenske vojske (11. maj 2000)
- spominski znak Obranili domovino 1991
- spominski znak Fernetiči 1991 (18. junij 1998)